# Geomysaprinus paeminosus
Geomysaprinus paeminosus är en skalbaggsart som först beskrevs av J. L. Leconte 1851.  Geomysaprinus paeminosus ingår i släktet Geomysaprinus och familjen stumpbaggar. Inga underarter finns listade i Catalogue of Life.